# Richard Habermehl
Richard Habermehl (* 19. November 1890 in Lauter, Hessen; † 5. April 1980 in Neustadt an der Weinstraße) war ein deutscher Meteorologe.

## Leben
Während seines Studiums wurde Habermehl im 1909 Mitglied der Burschenschaft Germania Gießen. Von Juni 1912 bis Januar 1914 war er Assistent am Meteorologischen Geophysikalischen Institut in Frankfurt. Danach war er kurzzeitig beratender Meteorologe der Deutschen Luftschiff AG in Frankfurt und von April 1914 bis Mai 1915 bei der Heeresluftfahrt Berlin.
Ende 1918 bis Mitte 1920 war er im hessischen Schuldienst und dann bis Mitte 1928 Lehrer für Meteorologie, wobei er seit Anfang 1921 Studienrat in der Artillerieschule und Leiter der Wetter- und Drachenwarte Jüterbog war.
Von Mitte 1928 bis Mitte 1933 war er Hilfsreferent für Meteorologie im Reichswirtschaftsministerium. Zum 1. Mai 1933 trat er der NSDAP bei (Mitgliedsnummer 2.593.074) und nur einen Monat später wurde er zum Gruppenleiter befördert. Von Mai 1933 bis Juli 1939 war er Referent für Meteorologie und Abteilungsleiter im Reichsluftfahrtministerium und im Reichsamt für Wetterdienst, das er maßgeblich mit aufgebaut hatte. Er wurde im Dezember 1934 Ministerialrat, im August 1939 Ministerialdirigent und war von August 1939 bis April 1945 Präsident dieses „Reichswetterdienstes“. Als Wehrmachtsbeamter erhielt er mit der Beförderung zum Ministerialdirigent auch den Charakter eines Generalmajors der Luftwaffe verliehen. Am 14. April 1945 kam er in Hanau in amerikanische Kriegsgefangenschaft und war seit 9. Mai 1945 in Trent Park. Am 17. Mai 1948 wurde er aus der Kriegsgefangenschaft entlassen.
Nach einem Stellvertreterposten war er von April 1949 bis Oktober 1951 Leiter des Wetteramtes in Neustadt an der Weinstraße und dann bis November 1952 Abteilungsleiter beim Zentralamt des DWD-Bad Kissingen. Danach war er zeitweilig abgeordnet zur Zentralstelle in Frankfurt und zum Wetteramt Freiburg, bevor er im Februar 1954 in den Ruhestand ging.
Als Anerkennung für seine Unterstützung der Deutschen Antarktischen Expedition 1938/39 wurde der Habermehlgipfel in Neuschwabenland nach ihm benannt.